# Courrendlin
Courrendlin (ancien nom allemand : Rennendorf) est une commune suisse du canton du Jura.

## Géographie

Photo aérienne (1955).

La commune de Courrendlin se situe dans la vallée de la Birse, à 4 km à vol d’oiseau, au sud de Delémont, à la sortie de la cluse de Choindez. Son territoire s'étend de la plaine de Delémont, à 436 m d'altitude, au Montchaibeux (627 m d'altitude), au Montchemin (870 m), Forêt de la Cendre (la Peute Roche, 1 010 m), Les Vieux Ponts (1 120 m), jusqu’au point le plus élevé de la commune, le mont Raimeux (1 300 m).
Le site industriel de Choindez et les localités de Rebeuvelier et de Vellerat font également partie de la commune de Courrendlin.

## Toponymie
Le nom de la commune dérive du substantif roman corte, qui désigne un domaine agricole ou un hameau et remonte lui-même au latin cohorte, et du nom de personne germanique masculin Rendilīn, diminutif de *Randilo.
Sa première occurrence écrite date de 866, sous la forme de Rendelenacorte.
La commune se nomme Coindlïn en patois vâdais.
Son ancien nom allemand est Rennendorf.

## Population

### Gentilé et surnom
Les habitants de la commune se nomment les Courrengeaux[source insuffisante].
Ils sont surnommés lé Pyètchâ (prononcé Pieutchè), soit les têtes de pioche en patois vâdais.

### Démographie
La commune compte 3 686 habitants au 31 décembre 2022, pour une densité de population de 171 hab./km2 .

## Histoire

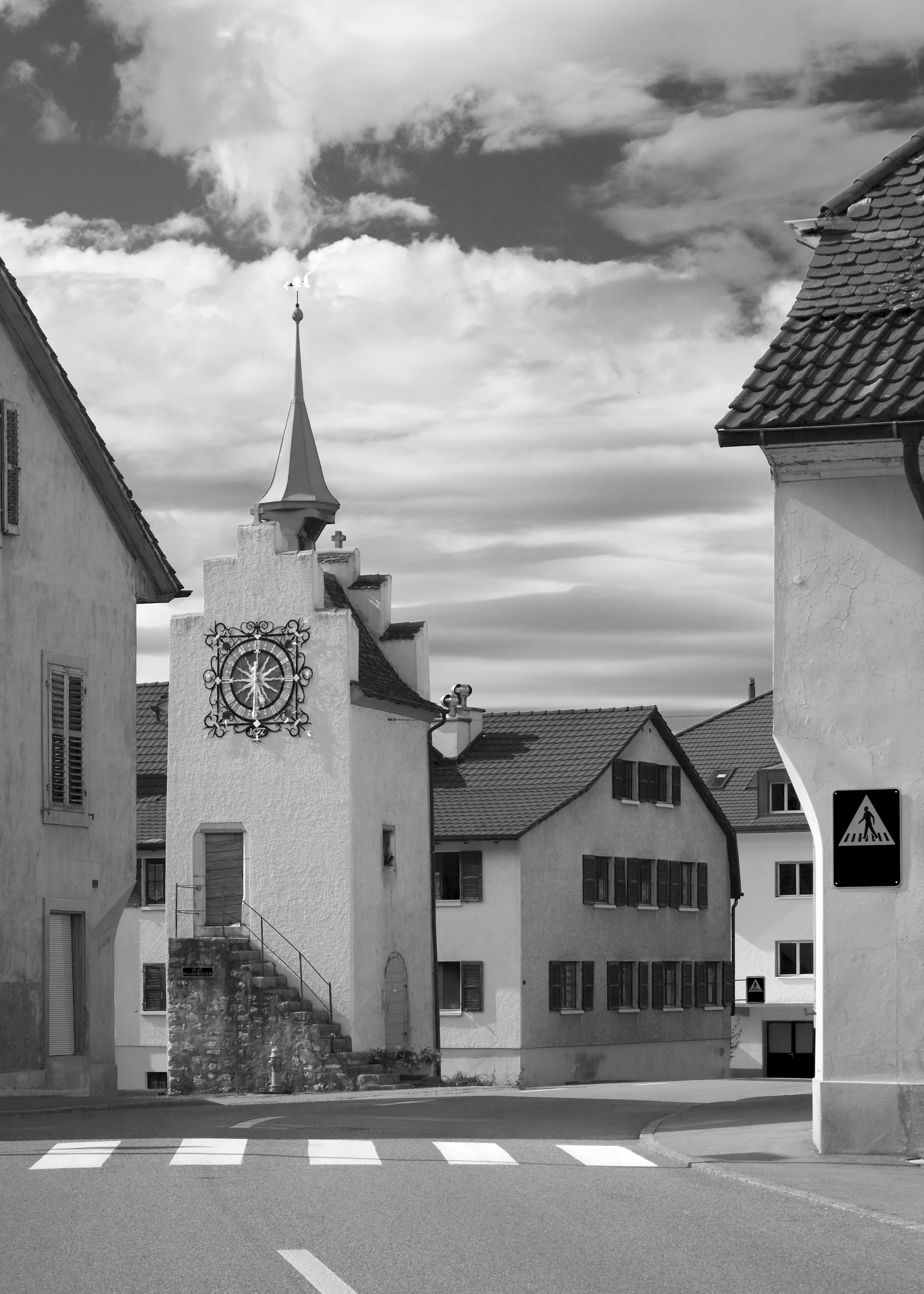
La « Tour de l'Horloge ».

Le lieu est mentionné pour la première fois en 866, sous le nom de Randelana Cortis. Dès le IXe siècle, il appartient à la prévôté de Moutier-Grandval.
De 1797 à 1815, Courrendlin a fait partie de la France, dans le département du Mont-Terrible, puis dans celui du Haut-Rhin. À la suite d'une décision du Congrès de Vienne, en 1815, Courrendlin a été rattaché au canton de Berne, au sein du district de Moutier.
Durant les plébiscites ayant conduit à la création du canton du Jura, les habitants de Courrendlin ont toujours manifesté leur intention de faire partie du Jura. Mais comme la commune se trouvait dans le district de Moutier, ils ont dû se prononcer à une nouvelle reprise le 7 septembre, et ils ont confirmé leurs votes précédents. En 1976, la commune de Courrendlin était rattachée au district de Delémont et, dès le 1er janvier 1979, elle fit partie, avec ce district, du nouveau canton du Jura.
Les familles Chalverat, Champion, Fromaigeat, Girardin, Greppin, Jardin, Périnat, Riard, Sauvain, Scherrer, Seuret, Wüthrich, Haefliger, Gigon, Christen, Chariatte et Minger sont originaires de Courrendlin.
Le 11 juin 2017, les citoyens de Courrendlin ont accepté avec 75 % de « oui », l'intégration des communes de Rebeuvelier et de Vellerat au 1er janvier 2019.

## Économie

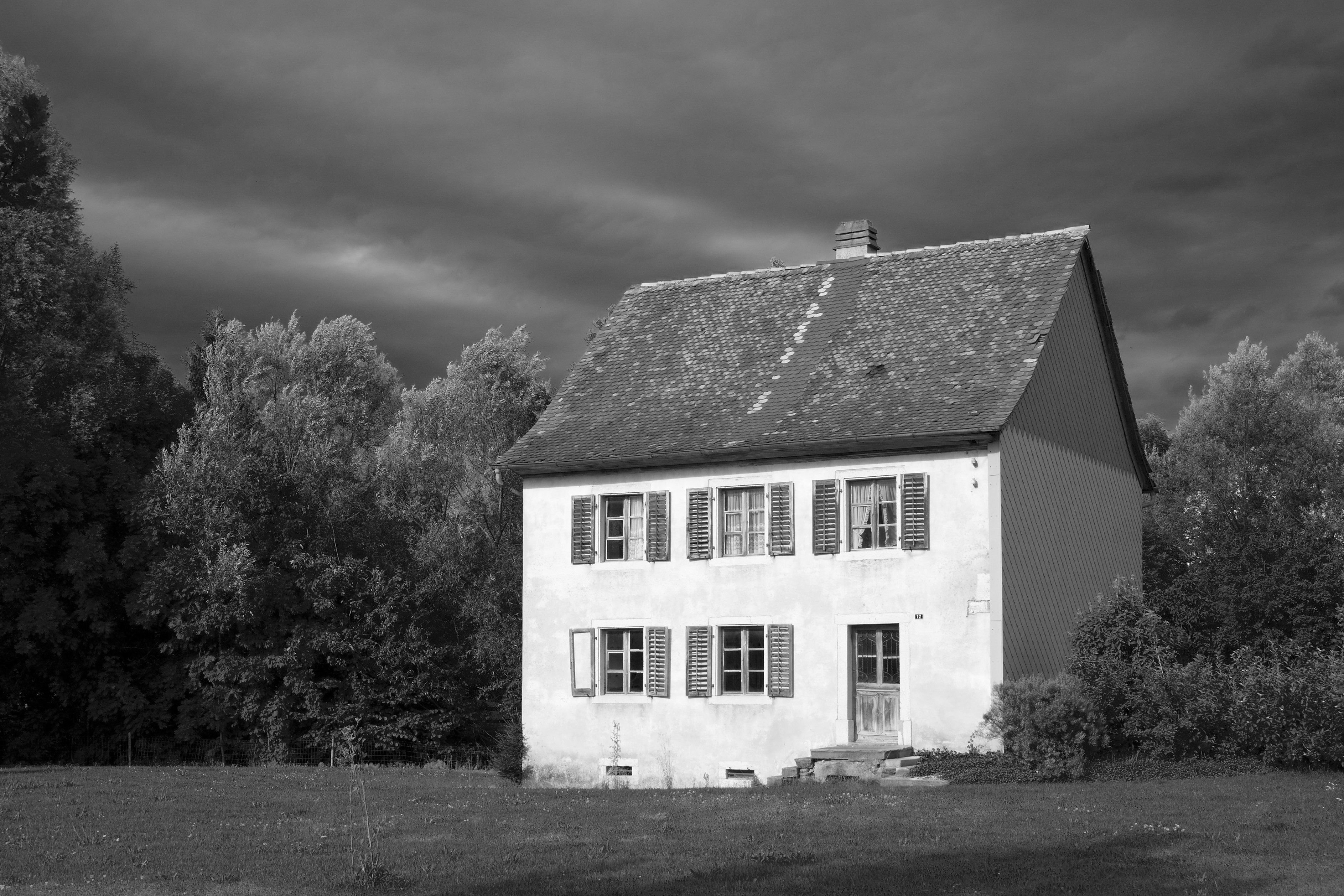
Vieille maison rurale.

D'abord village rural, Courrendlin s'est développé industriellement au milieu du XIXe siècle, avec l’implantation, en 1843, de la fonderie Von Roll à Choindez. D’autres petites et moyennes entreprises du secteur mécanique sont présentes dans la commune et une carrière de calcaire est exploitée à la sortie de la cluse de Choindez.

## Transports

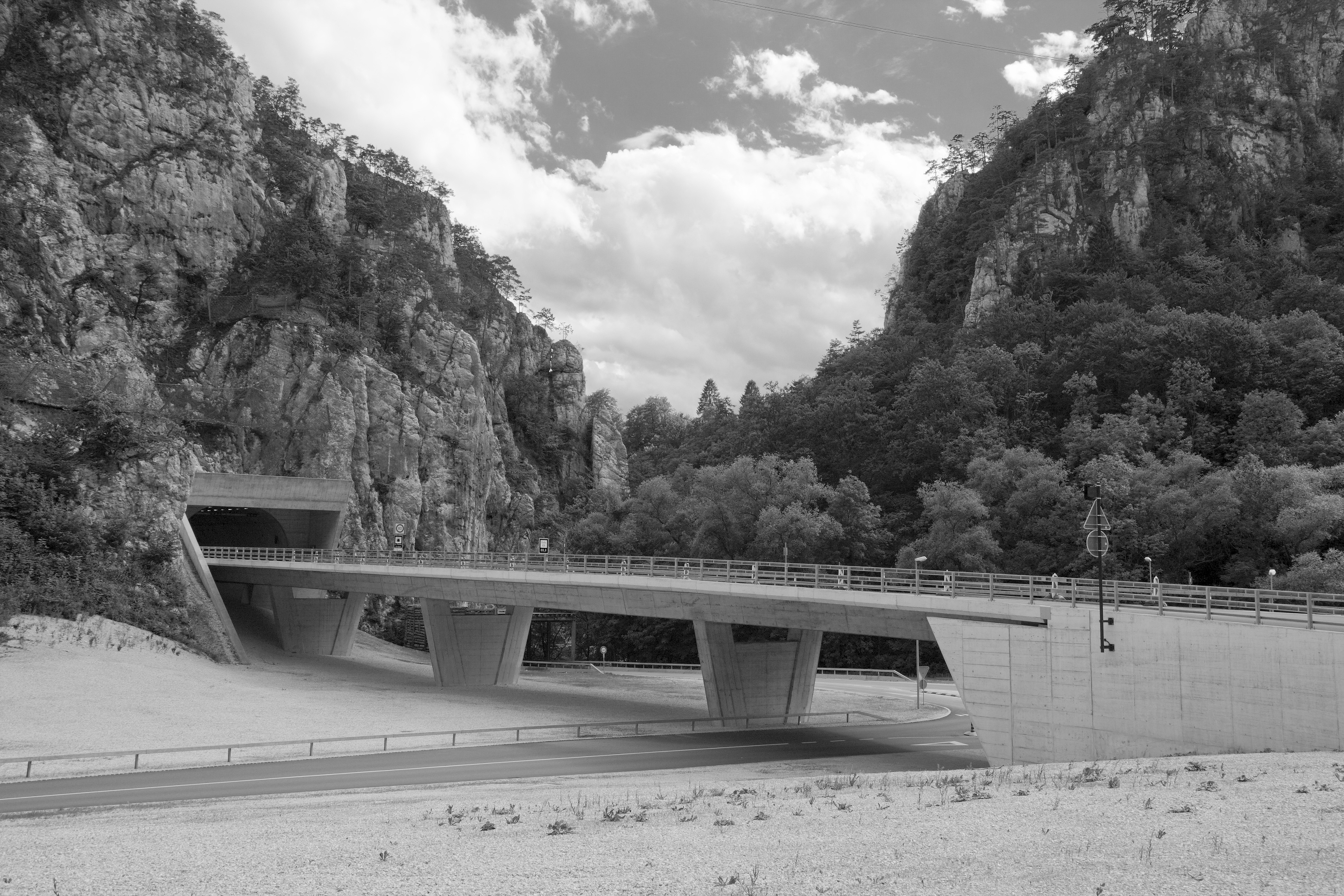
Pont de l'autoroute à Choindez.

- Ligne de bus CarPostal Moutier-Delémont
- Autoroute A16 (Bienne-Boncourt)  11 (Delémont Est)

## Personnalités
- Gaston Brahier, homme politique[8]
- Roger Jardin, homme politique[9]
- Raoul Kohler (1921-2013), homme politique
- Georges Moeckli, homme politique
- Jean-Claude Rennwald, homme politique[10]
- Christian Ferrari, ancien pilote automobile

## Monuments
- Chapelle Saint-Barthélémy (IXe siècle) - ancienne église du village, située à l'extrémité nord de celui-ci.
- Église catholique-romaine Saints Germain et Randoald, de style baroque (1755).
- Tour de l'horloge. Située au centre du village, son rôle originel reste inconnu malgré les recherches effectuées par différents historiens. Pour certains, l’éloignement de l’ancienne église paroissiale expliquerait la présence de la Tour. Plus proche du centre du village, elle aurait été construite afin d’appeler les fidèles à l’office ou encore afin de faire entendre le tocsin à tous les habitants. Pour d’autres, elle constituerait le seul et unique vestige de l'ancien Château des nobles de Courrendlin. On a aussi émis l’hypothèse qu’elle aurait pu servir de poste de douane entre la Prévôté et les états de l’évêque de Bâle ou encore qu’elle aurait fait office de geôle. L'horloge elle-même est datée de 1697.

## Éducation et sport
L'école de Courrendlin compte environ 600 élèves.[réf. souhaitée]
Courrendlin possède une piste de BMX qui se situe à côté de l'école secondaire. Le village est doté d'un terrain de foot qui se situe à la sortie du village direction Delémont. Trois terrains de tennis sont également disponibles, près du temple.